# Jeux olympiques intercalaires de 1906
Les Jeux olympiques intercalaires de 1906, baptisés « Jeux de la décennie », sont une compétition multisports organisés par la Grèce en 1906 pour célébrer le dixième anniversaire de la rénovation des Jeux olympiques. Ils sont organisés initialement comme les 2es Jeux olympiques à Athènes, en présence et avec l'accord de tout le mouvement olympique, constituant un succès sportif évident. Cependant, ils sont ultérieurement qualifiés de Jeux intérimaires ou intercalaires en raison de la position initiale de Pierre de Coubertin puis de celle du Comité international olympique, qui en 1949 ne les reconnaît plus comme ayant été officiels.

## Histoire
Ces Jeux se sont déroulés au Stade panathénaïque d'Athènes.
Ces Jeux non reconnus ultérieurement par le Comité international olympique furent organisés par les Grecs à Athènes. Le roi de Grèce tenait en effet à imposer son idée au CIO. Contrairement aux Jeux de 1900 et 1904 associés à des expositions universelles, les Jeux de 1906 sont plus compacts et de véritables équipes nationales sont présentes.
Même s'ils ne sont pas officiels, ces Jeux sont importants dans la genèse olympique car ils marquent le début des traditions cérémoniales, avec notamment le défilé des athlètes par délégation lors de la cérémonie d’ouverture et les remises de médailles.

### Reconnaissance
En tant que vice-président du CIO, Avery Brundage fait partie d'une commission nommée en 1948 qui a pour rôle de déterminer si les Jeux olympiques intercalaires de 1906, organisés à Athènes, doivent être considérés comme des Jeux à part entière. Cette commission fait suite à la demande de Ferenc Mező de désigner ces Jeux comme « IIIb Olympic Games ». Les trois membres de « commission Brundage » viennent de l'hémisphère ouest et se rencontrent à la Nouvelle-Orléans, aux États-Unis, en janvier 1949. D'après eux, il n'y aurait rien à gagner à reconnaître les Jeux de 1906 comme olympiques et cela pourrait créer un précédent gênant. Le CIO approuve leur rapport lors de sa session de Rome plus tard dans l'année.

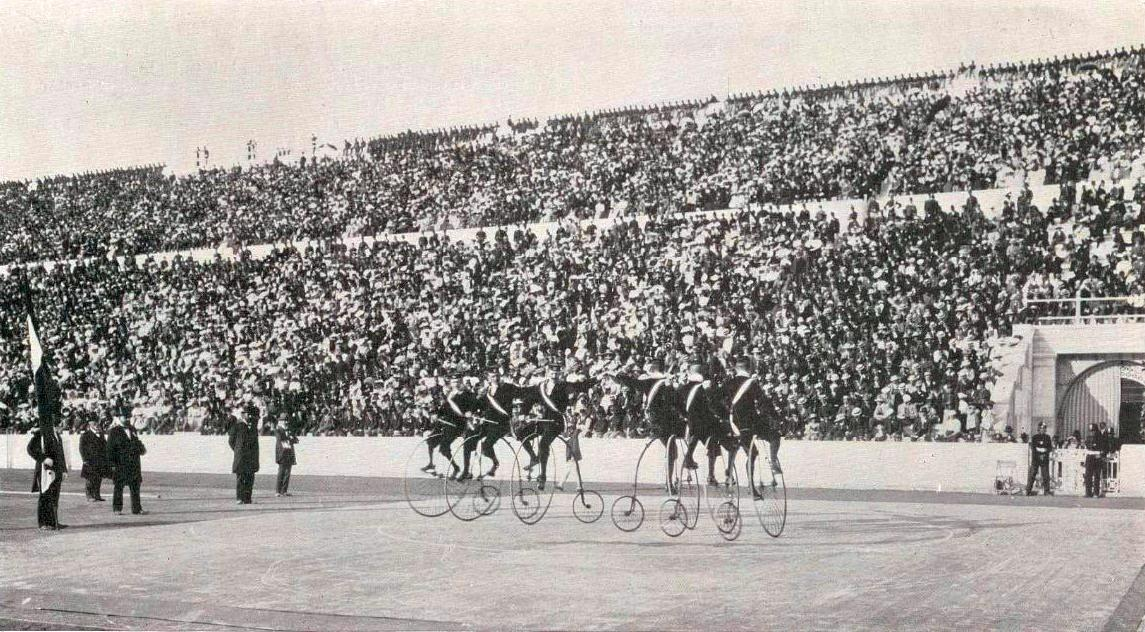
Cyclistes acrobates allemands lors de l'ouverture des Jeux.
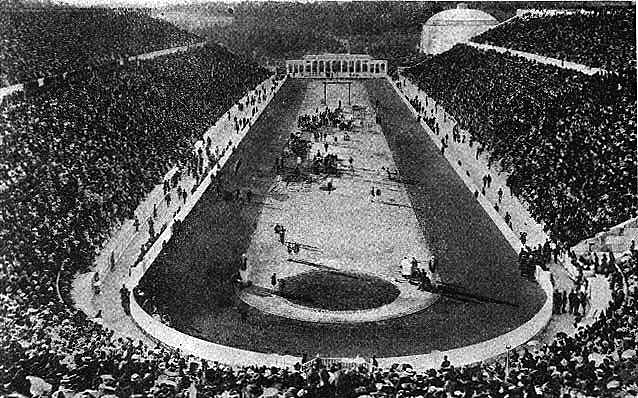
Le stade panathénaïque en 1906.
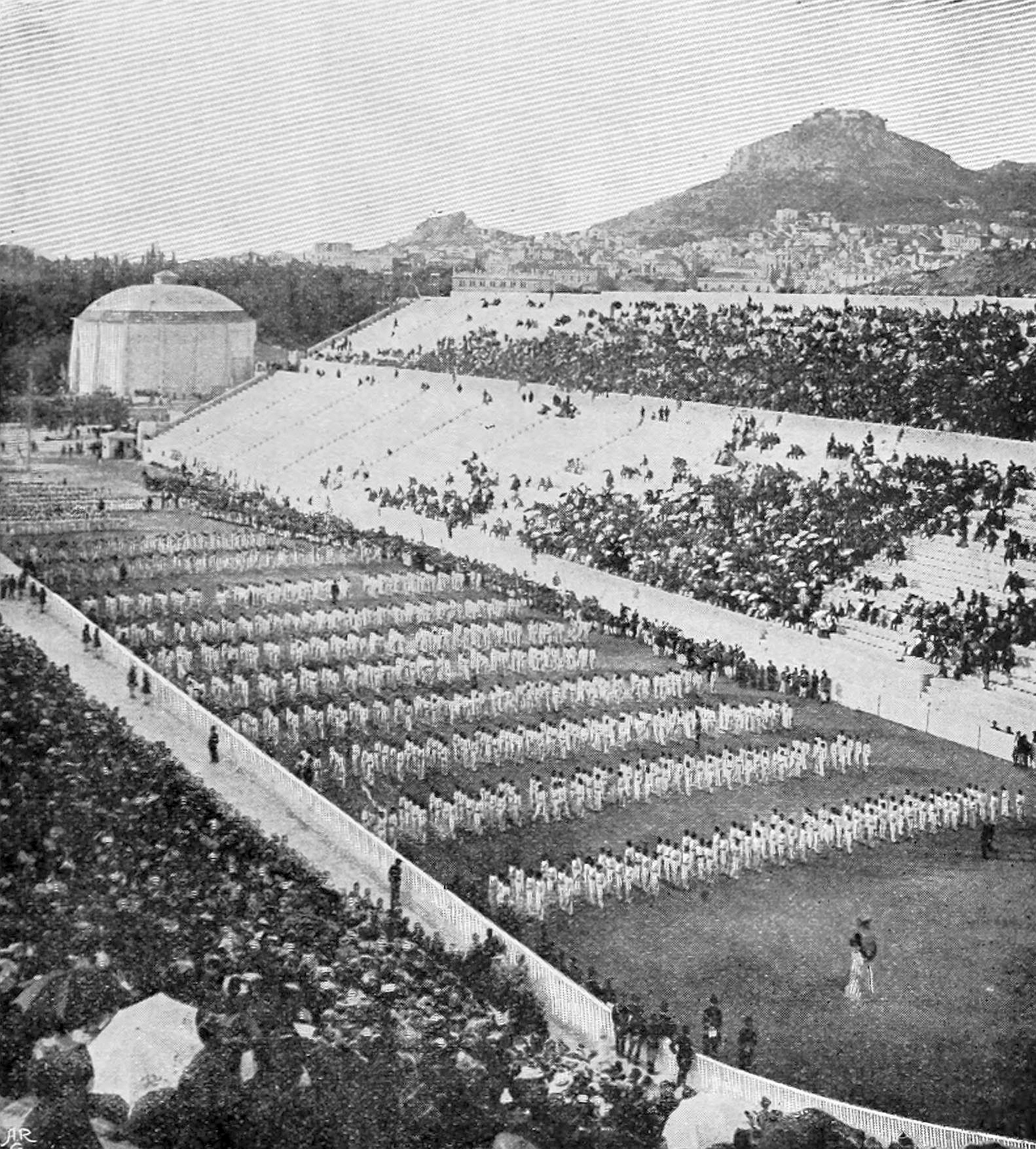
La cérémonie d'ouverture de 1906.

## Pays représentés
20 pays ont répondu présents. 903 athlètes, dont 20 femmes, prirent part à ces Jeux.

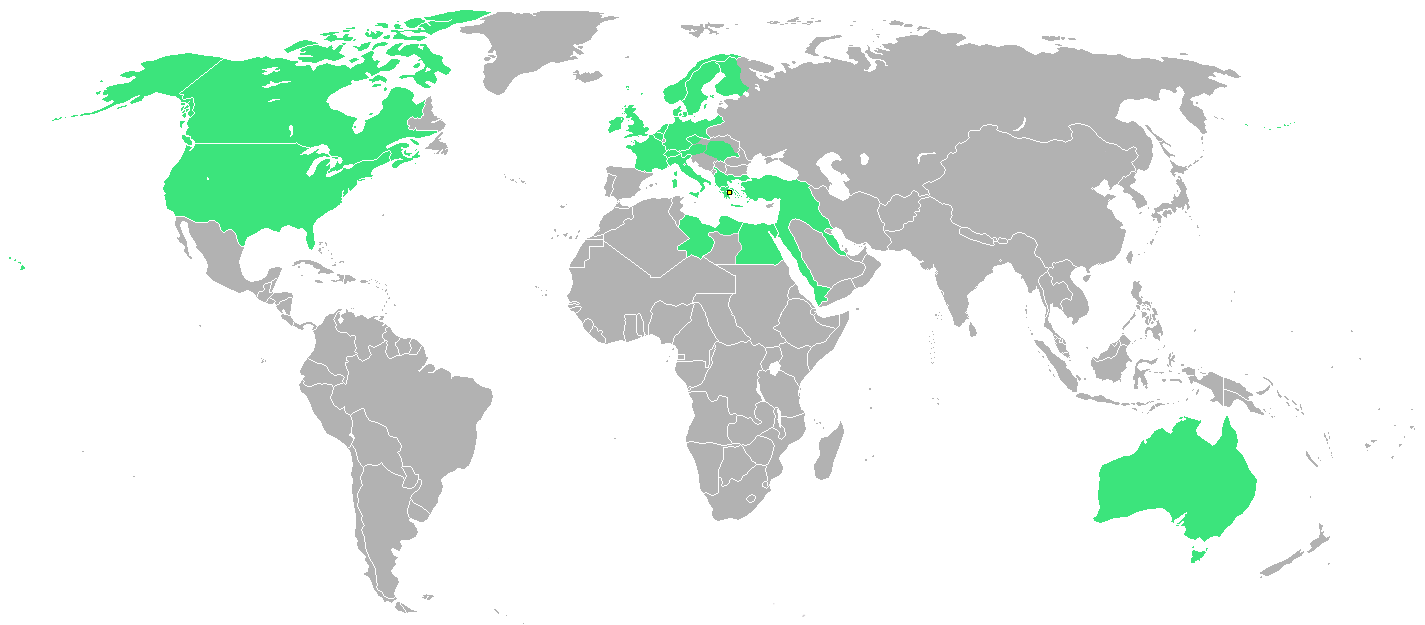
Carte des pays participants

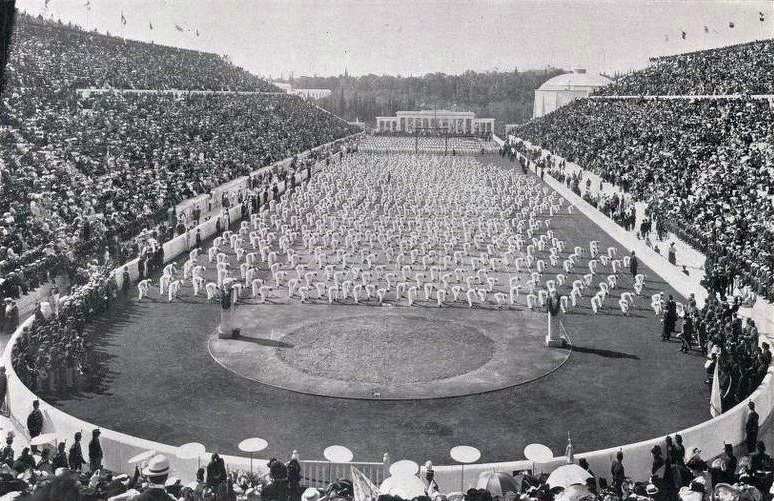
Écoles grecques de gymnastiques, avant la remise des récompenses.

| Afrique  | Amériques             | Asie             | Europe | Océanie     |
| -------- | --------------------- | ---------------- | --- | ----------- |
| - Égypte | - Canada - États-Unis | - Empire ottoman | - Allemagne - Autriche - Belgique - Bohême - Danemark - France - Grèce - Finlande - Hongrie - Italie - Norvège - Pays-Bas - Grande-Bretagne - Suède - Suisse | - Australie |
| 1 pays   | 2 pays                | 1 pays           | 15 pays | 1 pays      |

## Sports représentés

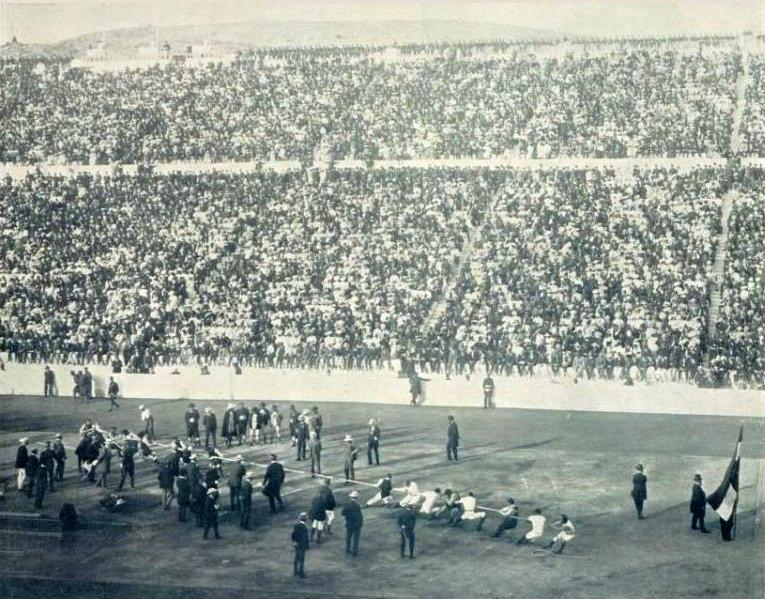
Le Tir à la corde dans le stade d'Athènes, 1906.

Note : les médailles distribuées ne sont pas reconnues par le Comité international olympique.
13 sports et 78 épreuves composent le programme de ces Jeux.
- Athlétisme (21)
- Aviron (6)
- Cyclisme (6)
- Escrime (8)
- Football (1)
- Haltérophilie (2)
- Gymnastique (4)
- Lutte (4)
- Sports aquatiques

 Natation (4)
 Plongeon (1)
- Tennis (4)
- Tir (16)
- Tir à la corde (1)

## Tableau des médailles
Le pays hôte est indiqué en gras.
| Rang  | Nation          | Or | Argent | Bronze | Total |
| ----- | --------------- | -- | ------ | ------ | ----- |
| 1     | France          | 15 | 9      | 16     | 40    |
| 2     | États-Unis      | 12 | 6      | 6      | 24    |
| 3     | Grèce           | 8  | 13     | 13     | 34    |
| 4     | Grande-Bretagne | 8  | 11     | 5      | 24    |
| 5     | Italie          | 7  | 6      | 3      | 16    |
| 6     | Suisse          | 5  | 6      | 4      | 15    |
| 7     | Allemagne       | 4  | 6      | 5      | 15    |
| 8     | Norvège         | 4  | 2      | 1      | 7     |
| 9     | Autriche        | 3  | 3      | 3      | 9     |
| 10    | Danemark        | 3  | 2      | 1      | 6     |
| 11    | Suède           | 2  | 5      | 7      | 14    |
| 12    | Hongrie         | 2  | 5      | 3      | 10    |
| 13    | Belgique        | 2  | 1      | 3      | 6     |
| 14    | Finlande        | 2  | 1      | 1      | 4     |
| 15    | Canada          | 1  | 1      | 0      | 2     |
| 16    | Pays-Bas        | 0  | 1      | 2      | 3     |
| 17    | Équipe mixte    | 0  | 1      | 0      | 1     |
| 17    | Empire ottoman  | 0  | 1      | 0      | 1     |
| 19    | Australie       | 0  | 0      | 3      | 3     |
| 20    | Bohême          | 0  | 0      | 2      | 2     |
| Total | Total           | 78 | 80     | 78     | 236   |

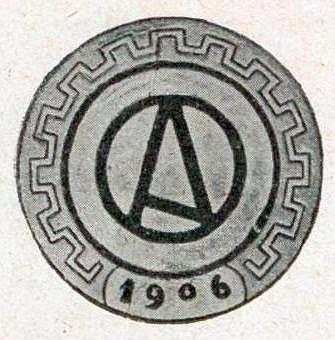
L'insigne remis aux athlètes à leur arrivée.

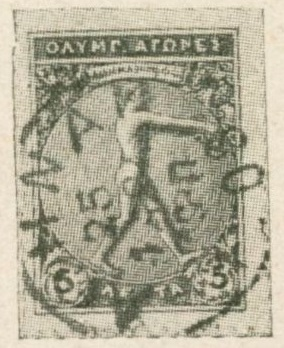
Le timbre officiel des Jeux d'Athènes en 1906.

L'équipe mixte était composée d'athlètes belges et grecs lors de la compétition de deux barré en aviron.
En football, la médaille d'argent de l'équipe de Smyrne, composée de joueurs arméniens, britanniques et français, est attribuée à l'Empire ottoman. En revanche, celle en bronze de l'équipe de Salonique, composée par des joueurs grecs, est attribuée à la Grèce malgré le fait que cette ville appartenait également à l'Empire ottoman en 1906.

## Media
Les Jeux olympiques intercalaires de 1906 ont fait l'objet du premier film tourné en Grèce, par un opérateur français de la Gaumont, S. Léon. Il filma l'arrivée des athlètes et des officiels. Il développait le film dans la journée et le projetait dans le cadre des actualités dans la salle du théâtre Le Parnasse.